# Мугур Ісереску
Мугур Ісереску (рум. Mugur Isărescu; нар. 1 серпня 1949, місто Дрегешань) — румунський економіст і політик. З вересня 1990 по 22 грудня 1999 року був главою Національного банку Румунії, з 28 грудня 2000 знову обіймає цю посаду. З 16 грудня 1999 року по 28 грудня 2000 був прем'єр-міністром Румунії. Член Румунської академії.

## Біографія
Мугур Ісереску народився в 1949 році в місті Дрегешань, в 1971 році закінчив Академію економічних досліджень в Бухаресті. Потім до 1990 року працював в Інституті міжнародної економіки.
Після румунської революції 1989 року Ісереску працював у міністерстві закордонних справ, потім в посольстві Румунії в США. У вересні 1990 року він був призначений головою Національного банку Румунії.
16 грудня 1999 Мугур Ісереску, який не перебуває у політичних партіях, був призначений прем'єр-міністром. Він займав цю посаду близько року, до грудня 2000 року. Коли правляча коаліція програла парламентські вибори, він повернувся на посаду голови Національного банку Румунії. У листопаді 2000 року він балотувався на пост президента Румунії, але став лише четвертим з 9% голосів. Президентом був обраний Йон Ілієску.
Під час перебування Ісереску на посту прем'єр-міністра, 15 лютого 2000 року, Румунія формально почала переговори про вступ до Європейського союзу.
У 2009 році Світова академія рекордів (англ. World Records Academy) визнала Ісереску рекордсменом по довжині терміну, проведеного ним на посаді глави Національного банку.